# Championnats panaméricains de karaté 2006
Les championnats panaméricains de karaté 2006 ont eu lieu en 2006 à Saint-Domingue, en République dominicaine. Il s'agissait de la vingtième édition des championnats panaméricains de karaté seniors.

## Résultats

### Épreuves individuelles

#### Kata
| Rang | Pays       | Karatéka          |
| ---- | ---------- | ----------------- |
| 1    | Venezuela  | Antonio José Díaz |
| 2    | États-Unis | W. Vassar         |
| 3    | Guyana     | C. Fabricg        |
| 3    | Pérou      | Akio Tamashiro    |

| Rang | Pays       | Karatéka                |
| ---- | ---------- | ----------------------- |
| 1    | Canada     | Katarína Vadovičová     |
| 2    | Venezuela' | Yohana Sánchez          |
| 3    | Brésil     | Alessandra Caribe Moura |
| 3    | Venezuela  | A. Martínez             |

#### Kumite

##### Kumitemasculin
| Rang | Pays                   | Karatéka      |
| ---- | ---------------------- | ------------- |
| 1    | Cuba                   | Eynar Tamame  |
| 2    | ' Brésil               | Douglas Brose |
| 3    | Venezuela              | C. Puerta     |
| 3    | République dominicaine | Norberto Sosa |

| Rang | Pays                   | Karatéka       |
| ---- | ---------------------- | -------------- |
| 1    | Venezuela              | Luis Plumacher |
| 2    | République dominicaine | Alberto Zabala |
| 3    | Colombie               | L. Felizzola   |
| 3    | Antilles néerlandaises | J. Fraites     |

| Rang | Pays                   | Karatéka         |
| ---- | ---------------------- | ---------------- |
| 1    | Venezuela              | Jean Carlos Peña |
| 2    | République dominicaine | Alberto Mancebo  |
| 3    | République dominicaine | E. Beltre        |
| 3    | Brésil                 | Vinicius Souza   |

| Rang | Pays                   | Karatéka         |
| ---- | ---------------------- | ---------------- |
| 1    | Venezuela              | R. Rodríguez     |
| 2    | Salvador               | Williams Serrano |
| 3    | République dominicaine | D. Gustabo       |
| 3    | Venezuela              | J. Pérez         |

| Rang | Pays      | Karatéka          |
| ---- | --------- | ----------------- |
| 1    | Brésil    | D. Rivero         |
| 2    | Brésil    | Nelson Sardemberg |
| 3    | Venezuela | A. Aponte         |
| 3    | Venezuela | Cesar Herrera     |

| Rang | Pays      | Karatéka          |
| ---- | --------- | ----------------- |
| 1    | Venezuela | Mario Toro        |
| 2    | Argentine | Leandro Monzon    |
| 3    | Canada    | C. De Sousa Costa |
| 3    | Équateur  | Andres Heredia    |

| Rang | Pays      | Karatéka         |
| ---- | --------- | ---------------- |
| 1    | Venezuela | Jean Carlos Peña |
| 2    | Colombie  | G. Ramírez       |
| 3    | Mexique   | A. Medina        |
| 3    | Brésil    | C. Santos        |

##### Kumiteféminin
| Rang | Pays      | Karatéka           |
| ---- | --------- | ------------------ |
| 1    | Venezuela | L. Castro          |
| 2    | Canada    | Jennifer Guillette |
| 3    | Venezuela | T. Moncada         |
| 3    | Colombie  | E. Urango          |

| Rang | Pays    | Karatéka          |
| ---- | ------- | ----------------- |
| 1    | Pérou   | Susana Bojaico    |
| 2    | Mexique | Bertha Gutiérrez  |
| 3    | Canada  | Véronique Leblanc |
| 3    | Canada  | Nassim Varasteh   |

| Rang | Pays      | Karatéka        |
| ---- | --------- | --------------- |
| 1    | Brésil    | Lucélia Ribeiro |
| 2    | Brésil    | J. Colzani      |
| 3    | Venezuela | K. Fermín       |
| 3    | Venezuela | Yoly Guillén    |

| Rang | Pays      | Karatéka         |
| ---- | --------- | ---------------- |
| 1    | Canada    | Nassim Varasteh  |
| 2    | Venezuela | Yoly Guillén     |
| 3    | Brésil    | J. Colzani       |
| 3    | Cuba      | Yaneya Gutiérrez |

### Épreuves par équipes

#### Kata
| Rang | Pays      |
| ---- | --------- |
| 1    | Pérou     |
| 2    | Brésil    |
| 3    | Mexique   |
| 3    | Venezuela |

| Rang | Pays    |
| ---- | ------- |
| 1    | Pérou   |
| 2    | Brésil  |
| 3    | Canada  |
| 3    | Mexique |

#### Kumite
| Rang | Pays      |
| ---- | --------- |
| 1    | Venezuela |
| 2    | Mexique   |
| 3    | Brésil    |
| 3    | Colombie  |

| Rang | Pays                   | Karatékas                  |
| ---- | ---------------------- | -------------------------- |
| 1    | Brésil                 | Lucélia Ribeiro, notamment |
| 2    | Mexique                |                            |
| 3    | Canada                 |                            |
| 3    | République dominicaine |                            |

## Tableau des médailles
Au total, 68 médailles ont été attribuées, et quatorze pays en ont remporté au moins une. Le Venezuela termine largement en tête du tableau des médailles tandis que le pays hôte se classe septième.
| Tableau des médailles |                        |    |        |        |       |
| Rang                  | Pays                   | Or | Argent | Bronze | Total |
| 1                     | Venezuela              | 8  | 2      | 9      | 19    |
| 2                     | Brésil                 | 3  | 5      | 5      | 13    |
| 3                     | Pérou                  | 3  | 0      | 1      | 4     |
| 4                     | Canada                 | 2  | 1      | 5      | 8     |
| 5                     | Cuba                   | 1  | 0      | 1      | 2     |
| 6                     | Mexique                | 0  | 3      | 3      | 6     |
| 7                     | République dominicaine | 0  | 2      | 4      | 6     |
| 8                     | Colombie               | 0  | 1      | 3      | 4     |
| 9                     | Argentine              | 0  | 1      | 0      | 1     |
| 9                     | États-Unis             | 0  | 1      | 0      | 1     |
| 9                     | Salvador               | 0  | 1      | 0      | 1     |
| 12                    | Antigua-et-Barbuda     | 0  | 0      | 1      | 1     |
| 12                    | Équateur               | 0  | 0      | 1      | 1     |
| 12                    | Guyana                 | 0  | 0      | 1      | 1     |